# (469584) 2003 YW179
(469584) 2003 YW179, também escrito como (469584) 2003 YW179, é um objeto transnetuniano que está localizado no Cinturão de Kuiper, uma região do Sistema Solar. Este corpo celeste está em uma ressonância orbital de 3:5 com o planeta Netuno. Ele possui uma magnitude absoluta de 7,1 e tem um diâmetro estimado com 167 km.

## Descoberta
(469584) 2003 YW179 foi descoberto no dia 24 de dezembro de 2003.

## Órbita
A órbita de (469584) 2003 YW179 tem uma excentricidade de 0,224 e possui um semieixo maior de 42,431 UA. O seu periélio leva o mesmo a uma distância de 35,723 UA em relação ao Sol e seu afélio a 49,139 UA.